# Anania coronatoides
Anania coronatoides is een vlinder van de familie van de grasmotten (Crambidae). De wetenschappelijke naam van deze soort is voor het eerst voorgesteld als Pyrausta coronatoides door Hiroshi Inoue in een publicatie uit 1960.
De soort komt voor in Japan.